# Pedro Delyan

Themas del Imperio bizantino en tiempos de Basilio II.

Pedro Delyan (reinó en 1040-1041; en búlgaro: Петър Делян) fue el caudillo de la insurrección local búlgara contra el dominio bizantino que estalló en el Thema de Bulgaria durante el verano de 1040. Fue proclamado zar de Bulgaria, como el nieto de Samuel en Belgrado. Su nombre original puede haber sido simplemente Delyan, en cuyo caso asumió el nombre de Pedro II cuando ascendió al trono, en conmemoración del santo emperador Pedro I (Petăr I), que había muerto en 970. El año de su nacimiento es incierto, pero probablemente no fue mucho después del 1000, y antes de 1014; probablemente murió en 1041.

## Origen
Su origen es incierto. Él afirmaba que era hijo del emperador Gabriel Radomir y nieto de Samuel de Bulgaria, pero también podría ser algún lugareño que se convirtió en jefe de la insurrección y afirmó ser nieto de Samuel para justificar su proclamación como zar de Bulgaria. 

### Delyan como hijo de Radomir
Los que creen que en realidad era hijo de Radomir piensan que nació del matrimonio de Radomir con Margarita, hermana del rey Esteban I de Hungría (996/997). La madre de Pedro fue expulsada mientras estaba embarazada de la corte de Samuel, antes de la ascensión de Gabriel Radomir, pero teniendo en cuenta la carrera posterior Delyan, es probable que él naciese y permaneciese en Bulgaria con su padre.
Después del asesinato de Gabriel Radomir por Iván Vladislav en 1015 y de la conquista de Bulgaria por el Imperio bizantino en 1018, Delyan fue llevado cautivo a Constantinopla y se convirtió en sirviente de un miembro no identificado de la aristocracia bizantina. Posteriormente escapó y fue a Hungría, el país de su madre, desde donde regresó a Bulgaria y desató una revuelta contra el dominio bizantino, aprovechando el descontento suscitado por la obligación de pagar los impuestos en moneda que había implantado el gobierno bizantino.

### Delyan como lugareño búlgaro
Los que se oponen a la teoría de que fuese nieto de Samuel y creen que no era más que un lugareño búlgaro sostienen que fue proclamado zar en Belgrado, no porque fuera la primera ciudad fronteriza entre el Imperio bizantino y Hungría que alcanzó cuando se unió a los rebeldes como príncipe de sangre real, sino simplemente porque era la primera ciudad importante que los alzados capturaron. 
También afirman que es muy poco probable que Iván Vladislav, quien en 1015 asesinó a su primo Gabriel Radomir (supuesto padre de Delyan) y a su esposa María para tomar el trono, no matara al hijo y heredero de Radomir, si lo tenía, con el fin de asegurarse el mismo. Se sabe que también ordenó el asesinato del príncipe serbio de Doclea, Jovan Vladimir, que era yerno de Samuel (estaba casado con su hija Teodora Kosara), ya que suponía una amenaza para su posición como zar eslavo.

## Pedro Delyan como caudillo de la rebelión búlgara
Durante el verano de 1040, en el Thema de Bulgaria la población local se rebeló contra el Imperio bizantino. Hubo dos causas principales:
1. La sustitución de Arzobispado búlgaro de Ohrid con uno griego (1037) y el comienzo del proceso de helenización.
2. La implantación del pago de impuestos en moneda para la población local, decidida por el gobierno bizantino.

Los rebeldes rápidamente se adueñaron de una parte del norte de Pomoravlje y conquistaron Belgrado. El cabecilla de la rebelión, Delyan, fue proclamado emperador (zar) de Bulgaria en Belgrado con el nombre de Pedro II al ser levantado sobre un escudo por los jefes de la resistencia, tal vez con el apoyo de Hungría.

Bulgaria bajo Pedro II Delyan.

Pedro II Delyan tomó Niš y Skopie, primero cooptando y luego eliminando a otro posible rival, Tihomir, que había encabezado una rebelión en la región de Dirraquio. Después de esto, Pedro II marchó hacia Salónica, donde el emperador bizantino Miguel IV se alojaba. Miguel huyó, dejando su tesoro a un tal Miguel Ivats. Este último, que fue probablemente un hijo del Ivats general de Samuel de Bulgaria, inmediatamente cambió de bando por una parte del tesoro que Pedro tenía fuera de la ciudad. Salónica permaneció en manos bizantinas, pero Macedonia, Dirraquio, y partes del norte de Grecia fueron ocupadas por las fuerzas de Pedro II. Esto fomentó el desencadenamiento de más revueltas eslavas contra el dominio bizantino en Epiro y Albania.
Los triunfos de Pedro II Delyan finalizaron, sin embargo, con la interferencia de su primo Alusian. Este, cuyo padre Iván Vladislav había asesinado al de Pedro, Gabriel Radomir, en 1015, se unió a las filas de Pedro II fingiendo haber desertado de la corte bizantina, donde había caído en desgracia. Pedro II lo acogió y le dio un ejército para atacar Salónica. El sitio, sin embargo, fue desbaratado por los bizantinos, y el ejército búlgaro, derrotado. Alusian apenas logró escapar y regresó a Ostrovo.

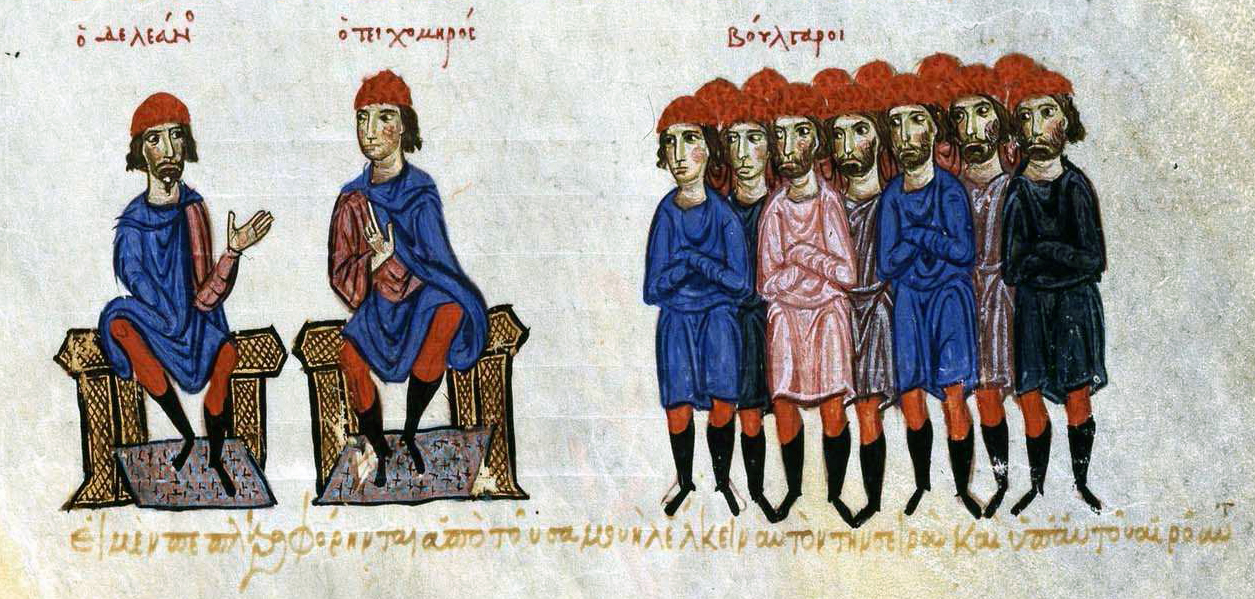
Pedro Delyan, Tihomir y los rebeldes búlgaros.

En 1041, una noche durante la cena, mientras Delyan estaba borracho, Alusian le cortó la nariz y lo cegó con un cuchillo de cocina. Ya que Alusian era del linaje de Samuel de Bulgaria, fue proclamado al punto emperador en lugar de Pedro II por sus tropas, pero conspiró para desertar a los bizantinos. Mientras las tropas búlgaras y bizantinas se preparaban para la batalla, se pasó al enemigo y se dirigió a Constantinopla, donde sus posesiones y tierras le fueron devueltas, y fue recompensado con el título cortesano de magistros.
Mientras tanto, aunque ciego, Pedro II Delyan retomó el mando de las fuerzas búlgaras, pero el emperador bizantino Miguel IV, determinado a aprovechar la situación, avanzó contra ellas. En la batalla de Ostrovo, los bizantinos vencieron a las tropas búlgaras y Pedro II Delyan fue capturado y llevado a Constantinopla, donde tal vez fue ejecutado. Según algunas leyendas, fue cegado y luego exiliado en un monasterio en Iskar, un desfiladero en los montes Balcanes donde murió.
Las sagas nórdicas hacen referencia a la participación del futuro rey noruego Harald Hardrada, que supuestamente derrotó a Pedro II en el campo de batalla como miembro de la Guardia Varega. Esta tradición parece corroborada por una referencia lacónica en la llamada «Crónica apócrifa búlgara». En cualquier caso, Pedro II Delyan pudo haber muerto en 1041.